# Craig Bockhorn
Craig Bockhorn (New York City, 30 maggio 1961) è un attore statunitense.
Non molto attivo come attore, ha preso parte in poco più di 10 ruoli ed ha debuttato al cinema nel 2005 nel film Transamerica.

## Filmografia

### Cinema
- Transamerica, regia di Duncan Tucker (2005)

### Televisione
- Law & Order - I due volti della giustizia (Law & Order) - serie TV, episodi 6x20, 8x13, 16x21 (1996-2006)
- Ed - serie TV, episodi 3x07, 4x03 (2002-2003)
- Law & Order - Unità vittime speciali (Law & Order: Special Victims Unit) - serie TV, episodi 4x06, 12x13 (2002, 2011)
- Law & Order: Criminal Intent - serie TV, episodio 5x22 (2006)
- Boardwalk Empire - serie TV, episodio 2x10 (2011)
- Person of Interest - serie TV, episodio 2x04 (2012)
- Daredevil - serie TV, episodio 2x07 (2016)
- Seven Seconds - serie TV, episodio 1x08 (2018)

## Doppiatori italiani
Nelle versioni in italiano delle opere in cui ha recitato, Craig Bockhorn è stato doppiato da:
- Mario Zucca in Law & Order: Criminal Intent
- Luigi Scribani in Person of Interest